# Паторжинский, Фёдор Сергеевич
Фёдор Сергеевич Паторжинский (укр. Федір Сергійович Паторжинський; 1901—1976) — русский певец, хормейстер, регент и преподаватель. Родной брат Ивана Паторжинского.

## Биография
Родился в 1901 году в Екатеринославской губернии.
Окончил Духовную семинарию в Екатеринославе. Участвовал в Гражданской войне в России на стороне Белой армии. В ходе войны эвакуировался в Белград, затем жил в Париже. В 1929—1930 годах пел в вокальном секстете «Баян», Русском квинтете, руководил хором «Хоровод».
Фёдор Паторжинский был создателем и руководителем Русского церковного хора, в 1930—1950 годы выступал с ним на концертах духовной музыки с классическим репертуаром, а также с народными славянскими песнями. В 1945 году дирижировал в концерте Объединенным хором парижских церквей. Также выступал с хором в католических храмах. Руководил хором Свято-Троицкого храма в городе Клиши (под Парижем) и хором Трехсвятительского подворья в Париже.
В 1950-е годы Паторжинский — педагог класса русского пения в Русской консерватории в Париже. Был членом Общества ревнителей церковного пения; участвовал в концертах и фестивалях, проводимых обществом. С конца 1940-х руководил детским хором Четверговой школы при Союзе русских православных приходов в Париже. Был награжден Гран-при на конкурсе в Италии. Фёдор Сергеевич говорил: «Из всех русских этот Гран-при получили только Сергей Рахманинов, Булат Окуджава и я».
Был участником благотворительных концертов в пользу приходов и общественных организаций русской эмиграции. Хор гастролировал во Франции, в Англии, Швейцарии, Бельгии и других странах Европы.
С 1958 года Фёдор Сергеевич жил в Киеве. Работал вторым дирижером Государственной капеллы «Думка».
Умер 25 августа 1976 года в Киеве.